# Alpi del Monte Leone e del San Gottardo
Le Alpi del Monte Leone e del San Gottardo (dette anche Alpi Lepontine Nord-occidentali -  Monte Leone-Sankt-Gotthard-Alpen in tedesco) sono una sottosezione delle Alpi Lepontine. Si trovano in Italia (Regione Piemonte) e Svizzera (Canton Vallese, Canton Ticino, Canton Uri e Canton Grigioni) e prendono il nome dal Monte Leone e dal Massiccio del San Gottardo. La vetta più alta è il Monte Leone che raggiunge i 3.552 m s.l.m..

## Delimitazioni
Confinano:
- a nord con le Alpi Urane (nelle Alpi Bernesi) e separate dal passo della Furka;
- a nord con le Alpi Urano-Glaronesi (nelle Alpi Glaronesi) e separate dal Passo dell'Oberalp;
- ad est con le Alpi dell'Adula (nella stessa sezione alpina) e separate dal passo del Lucomagno;
- a sud con le Alpi Ticinesi e del Verbano (nella stessa sezione alpina) e separate dal Passo di San Giacomo;
- a sud-ovest con le Alpi del Mischabel e del Weissmies (nelle Alpi Pennine) e separate dal passo del Sempione;
- a nord-ovest con le Alpi Bernesi in senso stretto e separate dal corso del fiume Rodano.

Ruotando in senso orario i limiti geografici sono: Passo del Sempione, torrente Saltina, Briga, fiume Rodano, Passo della Furka, Andermatt, Passo dell'Oberalp, Disentis, Val Medel, Passo del Lucomagno, torrente Brenno, Biasca, Val Leventina, Val Bedretto, Passo di San Giacomo, Val Formazza, Valle Antigorio, Val Divedro, Passo del Sempione.

## Suddivisione
La classificazione SOIUSA delle Alpi del Monte Leone e del San Gottardo è la seguente:
- Grande parte = Alpi Occidentali
- Grande settore = Alpi Nord-occidentali
- Sezione = Alpi Lepontine
- Sottosezione = Alpi del Monte Leone e del San Gottardo
- Codice = I/B-10.I

Si suddividono in due supergruppi:

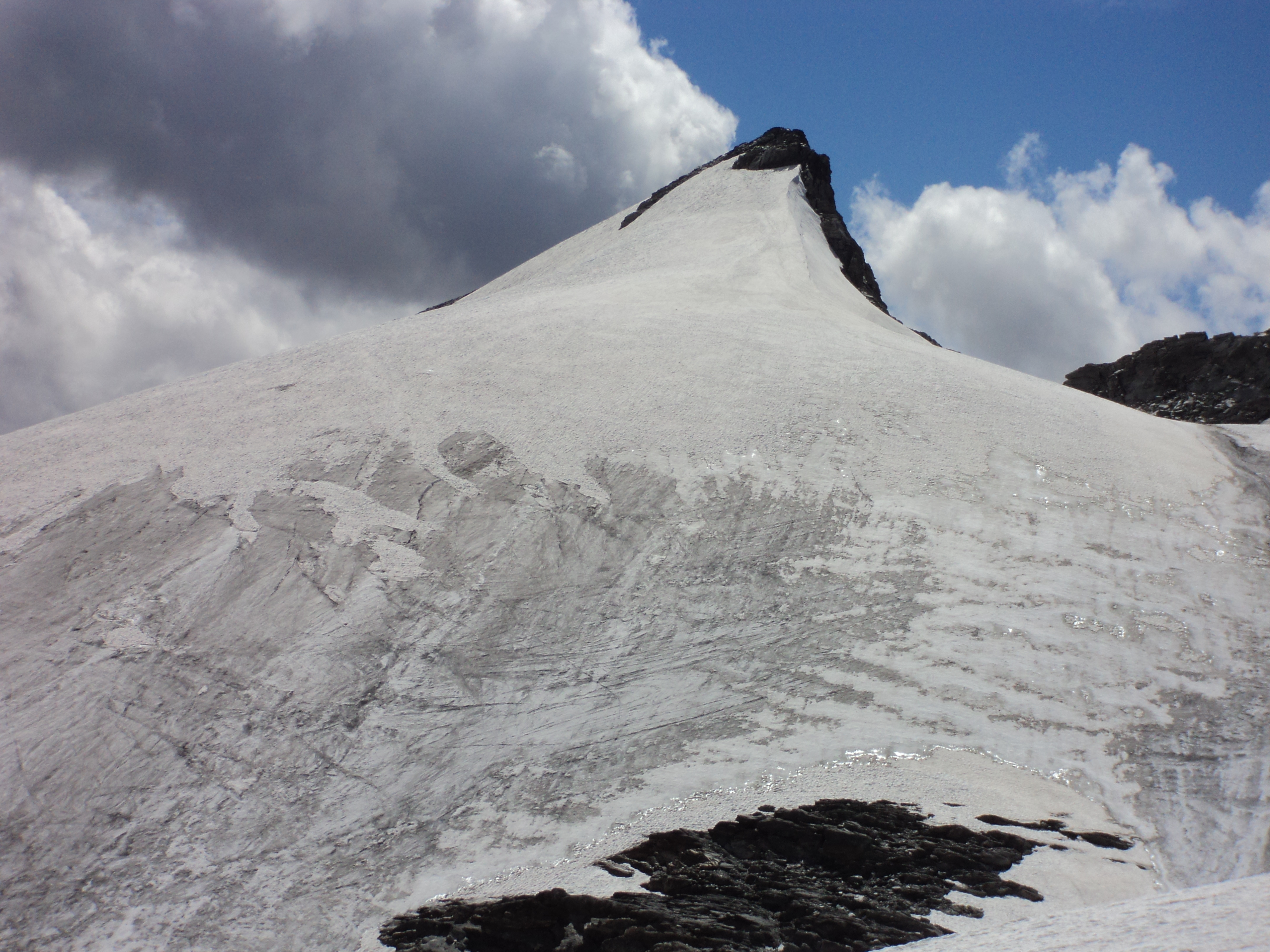
Breithorn

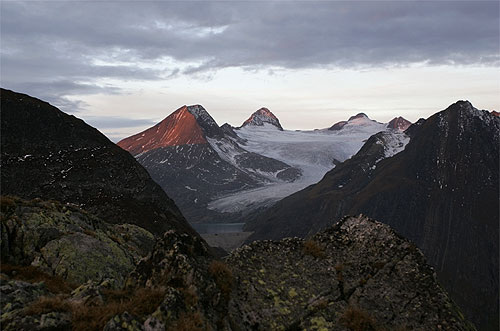
Blinnenhorn

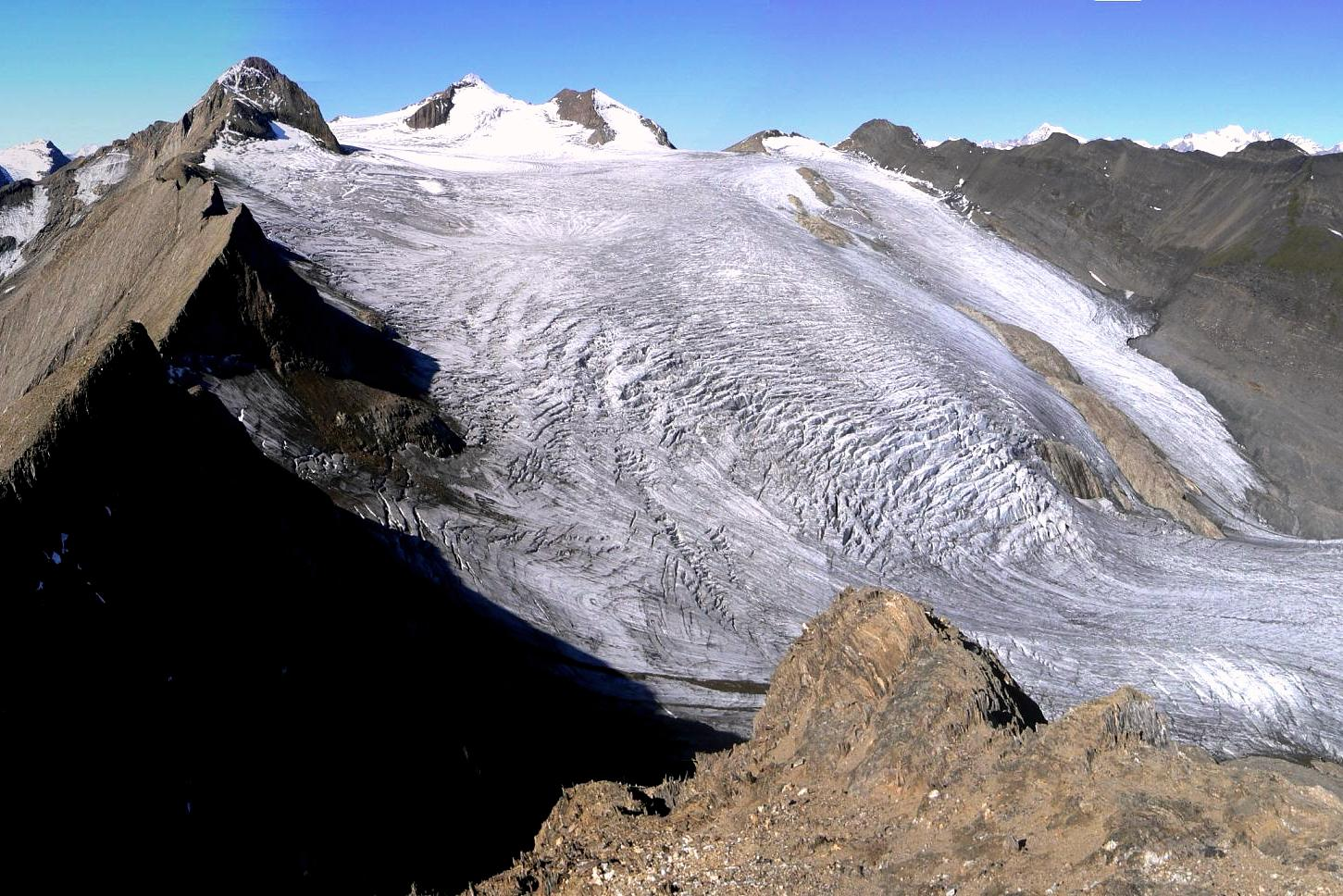
Siedel Rothorn

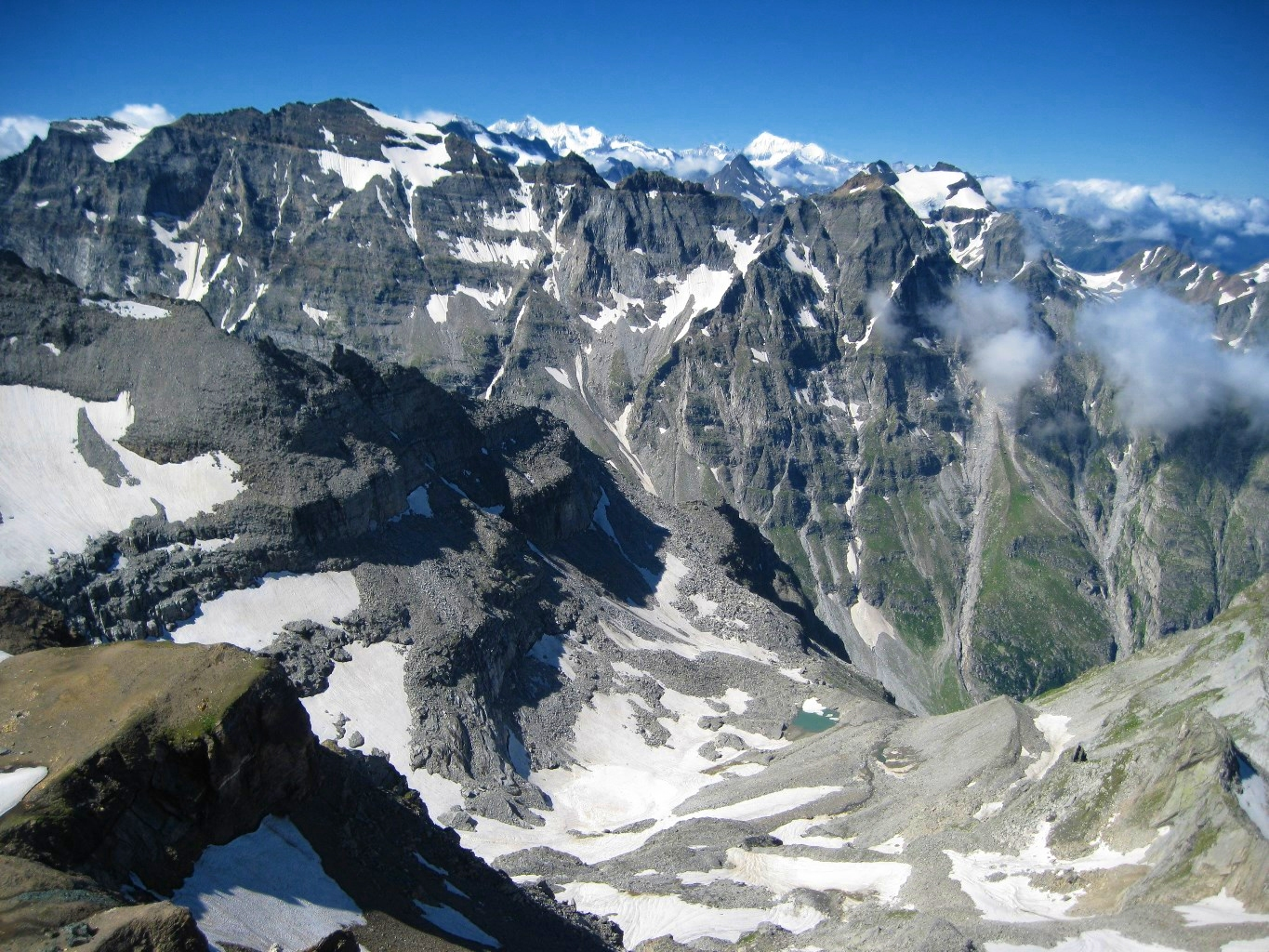
Helsenhorn

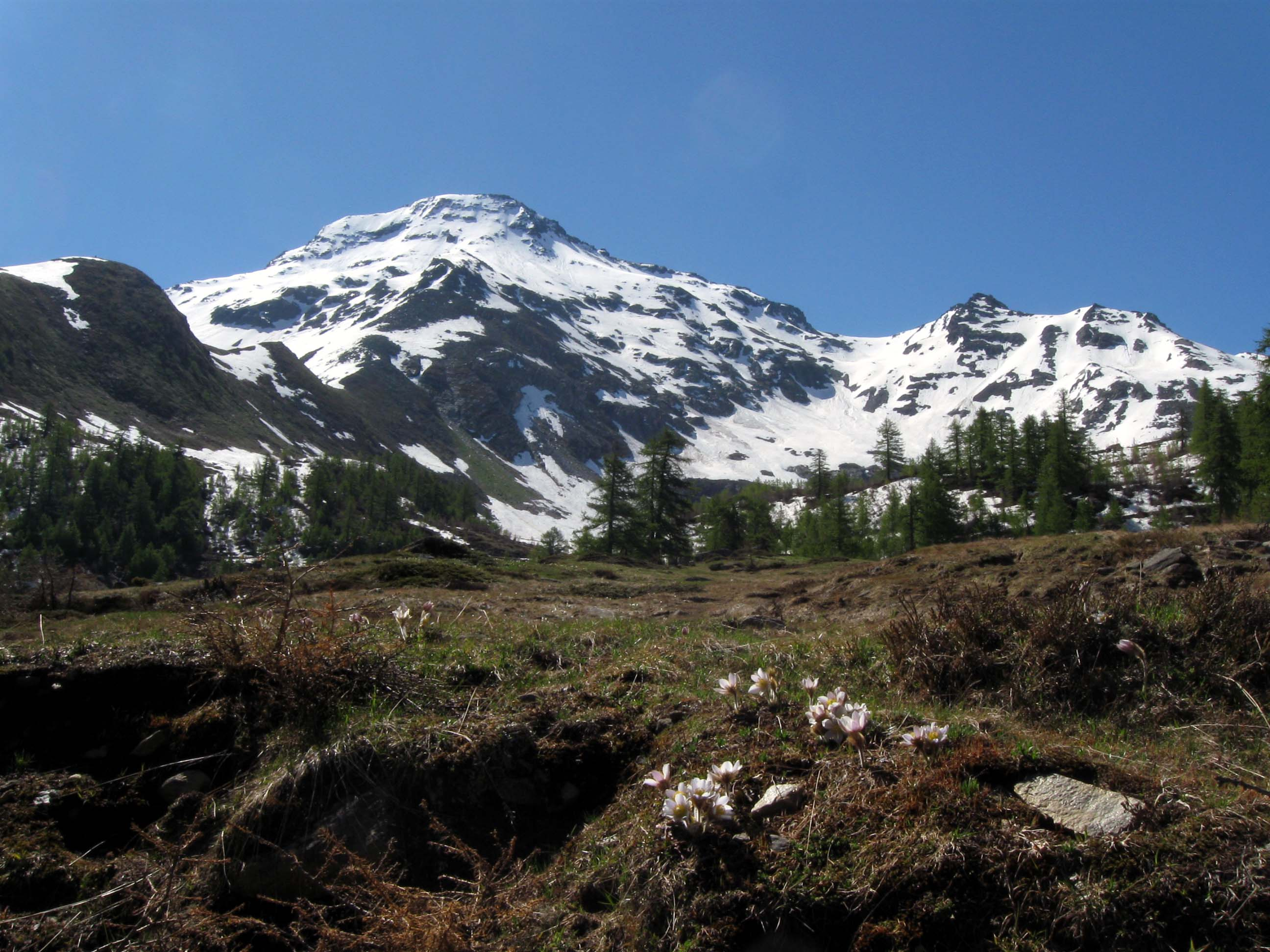
Punta di Terrarossa

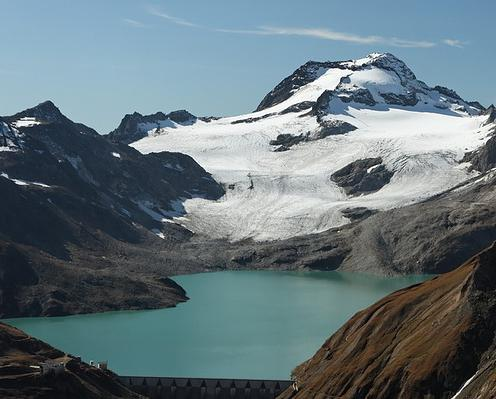
Punta d'Arbola

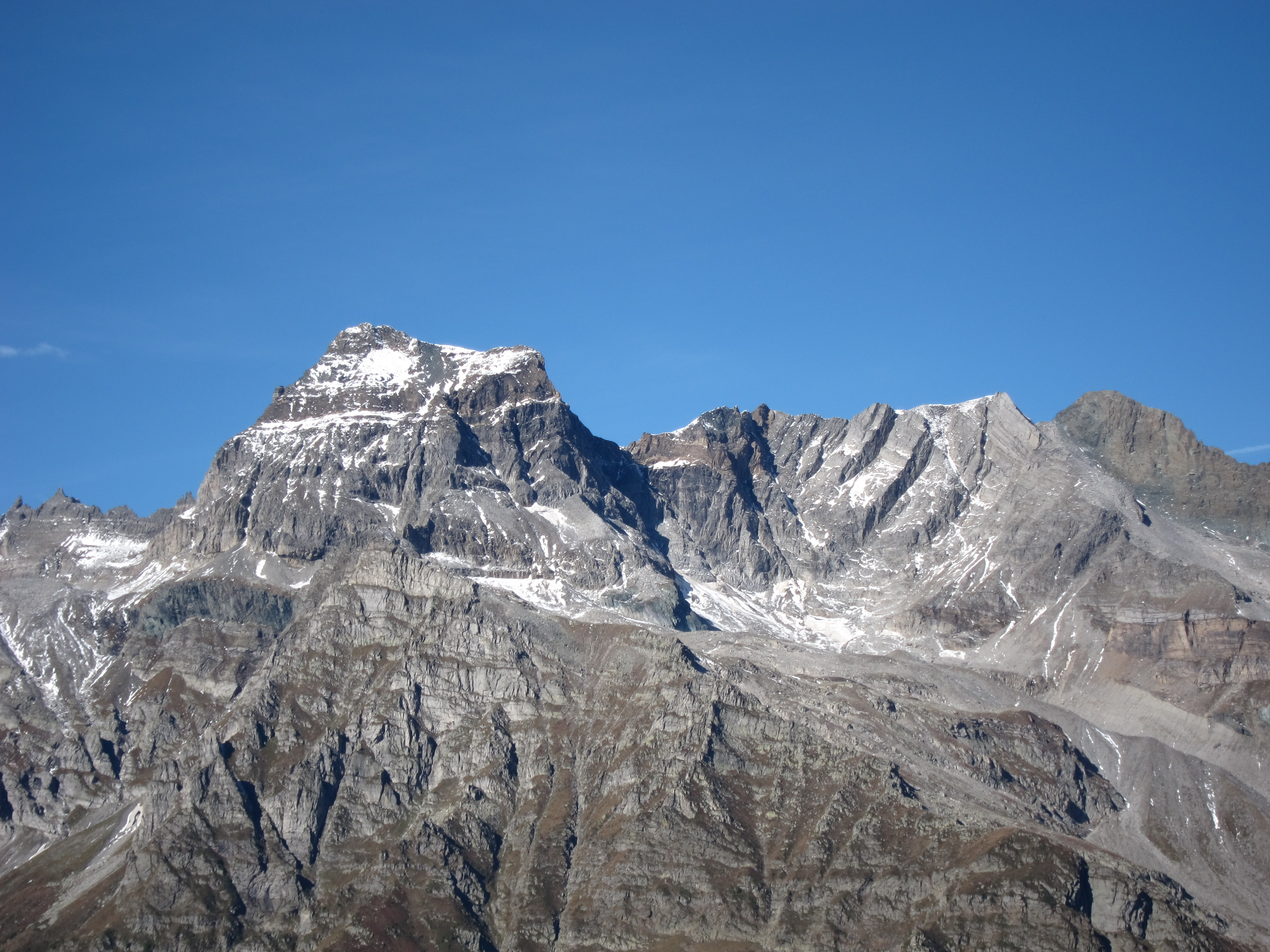
Monte Cervandone

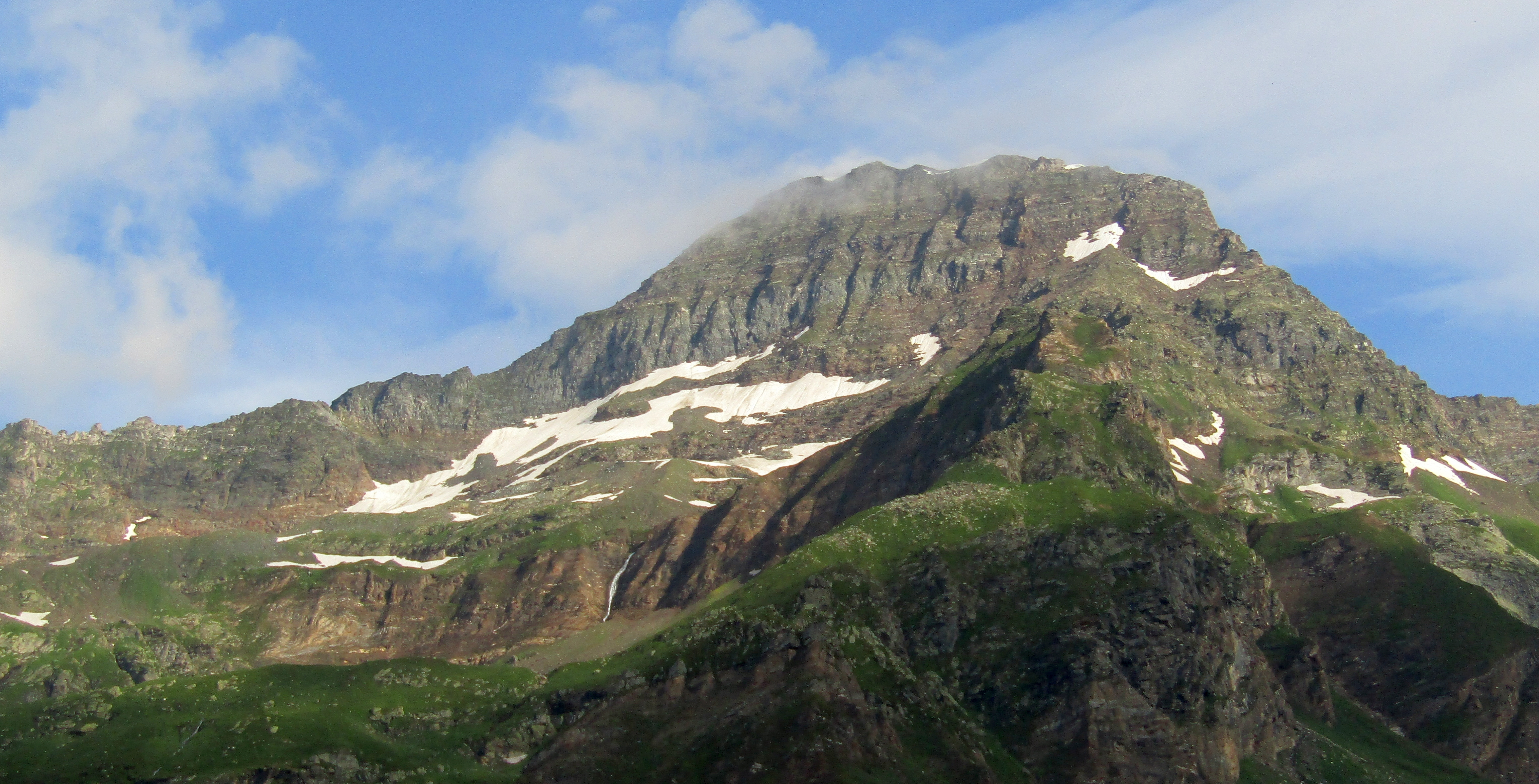
Punta del Rebbio

- la Catena Monte Leone-Blinnenhorn ad occidente dal Passo del Sempione al Passo della Novena,
- il Massiccio del San Gottardo ad oriente dal Passo della Novena al Passo del Lucomagno.

Nel dettaglio, la suddivisione nei due supergruppi, otto gruppi e ventun sottogruppi è la seguente:
- Catena Monte Leone-Blinnenhorn (A)
  - Gruppo del Monte Leone i.s.a. (A.1)
    - Gruppo del Monte Leone in senso stretto (A.1.a)
    - Catena Terrarossa-Rebbio-Hillehorn (A.1.b)
    - Gruppo del Bättlihorn (A.1.c)

  - Gruppo dello Helsenhorn (A.2)
    - Gruppo Helsenhorn-Boccareccio (A.2.a)
    - Sottogruppo Cistella-Diei (A.2.b)

  - Gruppo Cervandone-Valdeserta (A.3)
    - Gruppo del Cervandone (A.3.a)
    - Catena Crampiolo-Valdeserta (A.3.b)

  - Gruppo della Punta d'Arbola (A.4)
    - Catena Arbola-Sabbione (A.4.a)
    - Costiera Busin-Pojala (A.4.b)
    - Nodo del Monte Giove (A.4.c)
    - Catena di Ban (A.4.d)
    - Sottogruppo Nefelgiù-Freghera (A.4.e)

  - Gruppo Blinnenhorn-Valrossa (A.5)
    - Gruppo del Blinnenhorn (A.5.a)
    - Catena Gries-Valrossa (A.5.b)
- Massiccio del San Gottardo[3] (B)
  - Catena Gallina-Rotondo-Lucendro (B.6)
    - Gruppo del Pizzo Gallina (B.6.a)
    - Gruppo del Rotondo (B.6.b)
    - Gruppo del Pizzo Lucendro (B.6.c)

  - Catena Pizzo Centrale-Piz Blas (B.7)
    - Gruppo del Pizzo Centrale (B.7.a)
    - Gruppo del Piz Blas (B.7.b)

  - Gruppo del Sole (B.8)
    - Costiera del Pizzo Sole (B.8.a)
    - Costiera del Pizzo Molare (B.8.b)

## Vette principali
Le montagne principali della sottosezione sono:
- Monte Leone - 3.552 m
- Breithorn - 3.438 m
- Blinnenhorn - 3.374 m
- Siedel Rothorn - 3.287 m
- Helsenhorn - 3.274 m
- Punta di Terrarossa - 3.246 m
- Punta d'Arbola - 3.235 m
- Monte Cervandone - 3.210 m
- Punta del Rebbio - 3.195 m
- Hübschhorn - 3.192 m
- Pizzo Rotondo - 3.192 m
- Punta di Mottiscia - 3.181 m
- Rappehorn - 3.176 m
- Pizzo Pesciora - 3.120 m
- Punta Marani - 3.108 m
- Witenwasserenstock - 3.084 m
- Pizzo Cornera - 3.083 m
- Chüebodenhorn - 3.070 m
- Leckihorn - 3.069 m
- Punta Gallina - 3.061 m
- Punta dei Camosci - 3.046 m
- Piz Gannaretsch - 3.040 m
- Piz Blas - 3.023 m
- Piz Rondadura - 3.016 m
- Monte Giove - 3.009 m
- Pizzo Centrale - 3.003 m
- Corno Gries - 2.969 m
- Punta di Valrossa - 2.968 m
- Pizzo Lucendro - 2.964 m
- Bättlihorn - 2.951 m
- Punta di Valdeserta - 2.939 m
- Corno di Nefelgiù - 2.934 m
- Pizzo Diei - 2.906 m
- Monte Cistella - 2.880 m
- Pizzo Pojala - 2.773 m
- Pizzo Sole - 2.773 m
- Pizzo Crampiolo - 2.766 m
- Pizzi del Busin - 2.737 m
- Pizzo dell'Uomo - 2.662 m
- Pizzo Molare - 2.558 m
- Pizzo Erra - 2.416 m
- Monte Cazzola - 2.330 m

## Rifugi
Per facilitare l'escursionismo e la salita alle vette le Alpi del Monte Leone e del San Gottardo sono dotate di alcuni rifugi:
- Rifugio 3A - 2.960 m

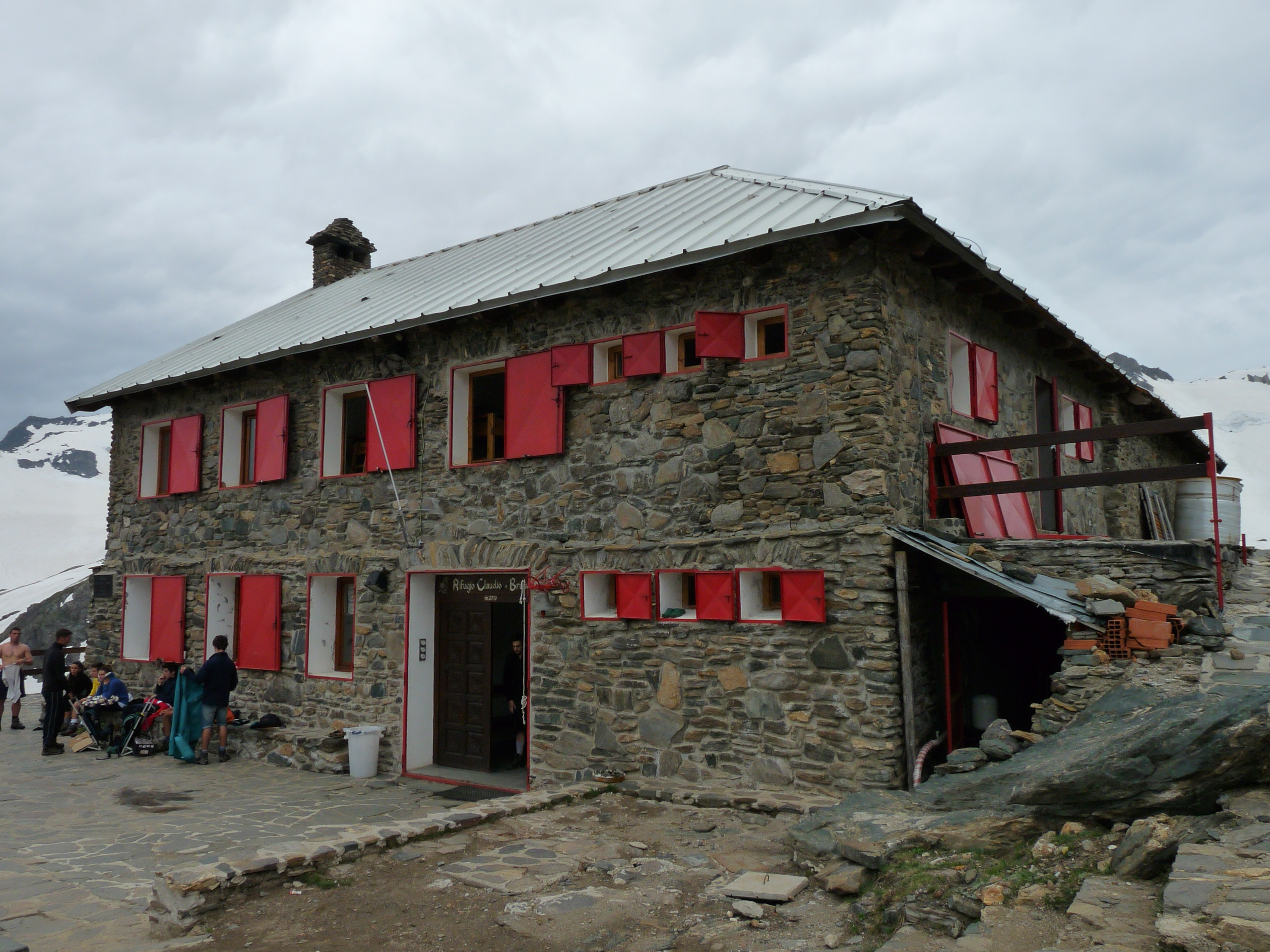
Rifugio Claudio e Bruno

- Rifugio Claudio e Bruno - 2.710 m
- Capanna Cadlimo - 2.570 m
- Rotondohütte - 2.570 m
- Rifugio Somma Lombardo - 2.561 m
- Rifugio Cesare Mores - 2.505 m
- Rifugio Città di Busto - 2.480 m
- Binntalhütte - 2.269 m
- Rifugio Margaroli - 2.194 m
- Rifugio Maria Luisa - 2.157 m
- Rifugio Miryam - 2.050 m
- Ospizio del Sempione - 2.005 m
- Capanna Cadagno - 1.987 m
- Capanna Piansecco - 1.982 m
- Capanna Gorda - 1.800 m
- Rifugio Città di Arona - 1.750 m
- Rifugio Castiglioni - 1.640 m
- Rifugio Sesto Calende - 1.630 m